# Beauty Killer
Beauty Killer  è l'album in studio di debutto del cantautore statunitense Jeffree Star, pubblicato nel settembre 2009 dalla Popsicle Records.
| Recensione        | Giudizio |
| ----------------- | -------- |
| All music         |          |
| Shut Up! Magazine |          |

Questo album è stato prodotto prevalentemente da God's Paparazzi ed ha raggiunto la posizione 122 nella classifica Billboard 200.
I singoli estratti sono stati quattro, ma solo due di questi hanno un video musicale, Beauty Killer e Get Away With Murder.
A settembre 2024, a distanza di quindici anni dall'uscita del disco, viene pubblicato un’EP celebrativo dal titolo Lollipop Killer, contenente una nuova versione di Beauty Killer e altri due nuovi singoli presentati come bonus tracks. 

## Tracce
1. Get Away With Murder – 3:42 (Jeffree Star, Luke Walker, Ollie Goldstein) – produttore: God’s Paparazzi
2. Prisoner – 3:50 (Jeffree Star, Luke Walker) – produttore: God’s Paparazzi, Oligee
3. Louis Vuitton Body Bag (feat. Matt Skiba) – 3:14 – produttore: God’s Paparazzi
4. Beauty Killer – 3:45 (Jeffree Star, Sami Diament, Sarah Hudson) – produttore: FUTRLVRS
5. Electric Sugar Pop – 3:17 (Jeffree Star, Oh, Hush!) – produttore: Oh, Hush!, God’s Paparazzi
6. Love Rhymes With Fuck You – 4:01 (Jeffree Star, Luke Walker, Robert Amaru III, Amanda Amaru) – produttore: God’s Paparazzi
7. Bitch, Please! – 3:16 (Jeffree Star, Nathaniel Motte, Simon Wilcox) – produttore: Nathaniel Motte, Simon Wilcox
8. Lollipop Luxury – 3:37 (Jeffree Star, Nico Hartikainen, Nicki Minaji) – produttore: Smile Future
9. Get Physical – 3:08 (Jeffree Star, Lester Mendez, Simon Wilcox) – produttore: Lester Mendez
10. Fame & Riches, Rehab Bitches – 3:08 (Jeffree Star, Tommy Coops, Andrew Pour) – produttore: Tommy Coops, God’s Paparazzi, Heather Peggs
11. Fresh Meat – 2:56 (Jeffree Star, Nathaniel Motte, Simon Wilcox) – produttore: Nathaniel Motte, Simon Wilcox
12. Queen of the Club Scene – 3:46 (Jeffree Star, P. Meese) – produttore: God's Paparazzi

Bonus Track
1. Gorgeous – 2:42 (Jeffree Star, Lester Mendez, Simon Wilcox) – produttore: Lester Mendez
2. Party Crusher – 3:46 (Jeffree Star, Luke Walker) – produttore: God’s Paparazzi
3. God Hates Your Outfit – 3:14 (Jeffree Star, Nathaniel Motte, Simon Wilcox) – produttore: Nathaniel Motte, Simon Wilcox

## Classifiche
| Classifica USA (2009)             | Posizione più alta |
| --------------------------------- | ------------------ |
| Billboard 200                     | 122                |
| Billboard Top Dance/Album Electro | 7                  |
| Billboard Album Indipendenti      | 22                 |